# 南桥无原罪始胎圣母堂
南桥无原罪始胎圣母堂，简称南桥天主堂，又称卜罗德祠，是上海市奉贤区的一座天主教教堂，建于1862年，在南桥镇新建中路558弄，供奉圣母无原罪始胎为主保，属于天主教上海教区管辖，是浦南总铎区座堂，也是浦南地区和奉贤区的活动中心，占地约0.27公顷。南桥堂所属本堂、分堂共40座，其中分布在奉贤境内的有29座。院内还有一座建于1928年的司铎住院，又称神父楼，因淞沪会战期间国民革命军第八集团军司令部位于此而被以抗日第八集团军司令部的名义列入奉贤区文保单位名录。

## 历史
天主教约于明末传入奉贤。相传奉城之西的高桥有一户陶姓人家信奉天主教，后陶姓人家一女嫁于南桥的一户鞠姓人家，由此鞠家也入了天主教。之后，天主教便在奉贤逐渐传开。
道光二十二年（1842年）前就有外国传教士到南桥鞠家厅举行宗教礼仪，但具体人员至今已无从查考。1842年，由南桥当地人士鞠怀永捐地集资，造小教堂一所。1857年办育婴堂，其经费由江南代牧区法籍罗伯济主教提供，本堂司铎为法籍禄司铎，当时收婴孩60名左右。

### 因人设堂
咸丰十一年（1861年），太平军进攻南桥，各地民众向法籍司铎梅德尔求援。梅司铎遂向法国海军少将卜罗德求救。他同英国海军少将何伯决定，不仅要保卫上海县城、城厢区及租界，还要扩大防御范围到达方圆30英里（约48.2公里）以内的各个农村。同治元年四月十九日（1862年5月17日），英法联军溯黄浦江而上，直抵南桥镇，协助清政府镇压太平军。当时南桥镇已被太平军占领，军队据守在土城中。下午6时许，卜罗德正在布阵时，被太平军突袭，飞来的枪弹射中心脏，他立即倒地身亡。5月26日，在洋泾浜天主堂为卜罗德举行了追悼仪式。数星期后，清政府敕令两江总督，传令上海道台，以皇帝名义为卜罗德致哀，并按清政府祀典应建立祠庙（一鞠姓地主献宅），地方官定期祭祀，后因卜罗德是天主教徒，乃改造成教堂式样。同年教堂落成。

### 堂务日兴
同治七年（1868年），南桥天主堂按天主教友子女必须到教会学校读书和本堂区创办一所完全小学、总铎区要创办一所初级中学的规定，在西厅开设读经班及古文学堂，名若瑟书院。宣统元年（1909年），育婴堂因缺乏经费而停办。
民国十一年（1922年），成立浦南总铎区，南桥堂为浦南总铎区座堂，负责管理奉贤、金山、松江（浦南地区）等地教务，总铎由国籍顾遂初担任。南桥天主堂为总本堂，管辖胡村、高桥、亭林三处本堂（后发展为南桥、张堰、胡村、南高桥、亭林、朱泾、杜家行等7个本堂）。此后外籍教士不来常驻，唯主教每五年来巡视一次。民国十三年（1924年）因学生多，校舍不够，便建造楼房五上五下，其经费由学费及教友徐季贤、王明山等资助。
民国十七年（1928年），张怀良继承总铎，造司铎住院（神父楼），经费由法国人姚宗李主教及荷兰人平方济司铎、南汇人顾守耕资助。民国二十年（1931年），奉贤全县教徒1375人，主要集中于南桥区，占全县教徒半数。民国二十二年（1933年），因若瑟书院学生增加，又造新校舍两座，计24间，其经费有历年米租及总铎区各堂司铎、上海陆伯鸿等人捐助，但大部分经费仍为主教惠济良资助。次年，新校舍落成，惠济良主礼；学校由马相伯改名为“耀蝉”（若瑟之上海话译音），取荀子“明火振树”之意，另开设初、高中。当时主教给予津贴平均每年2100元。同年8月，时任中华全国公教进行会总监督于斌（后任南京总主教及枢机）到访。民国二十六年（1937年）8月起，国民革命军第八集团军司令部曾设于教堂神父楼2楼，司令张发奎在此主持浦东、浦南防务。当时还邀请郭沫若、夏衍、田汉、林默涵等30余人来南桥参加奉贤县军民抗日联欢大会，杜月笙、宋子良等也曾来此慰军。金山卫战斗后，11月7日军队撤离，南桥沦陷，日军占据校舍，学校停办，次年秋，在育婴堂原址开设读经学堂。又次年秋，开设初级小学低二班。
民国三十一年（1943年），张伊耕继承总铎。民国三十五年（1946年）春，校舍交还后，恢复小学及幼稚班。秋季恢复中学。时，堂有130亩堂田。
1949年，上海解放，学校向奉贤县人民政府登记。此时，奉贤全县教友共4724人。1950年春，因学校学生数太少，中学部与建华中学合并，改为耀华联中，总铎张伊耕脱离董事会。1952年，正式脱离教会；后该校成为上海市奉贤中学前身。

### 百折命运
1952年，张伯安继承总铎。1954年全县教友5709人，主要分布于农村。南桥本堂口的教友，1953年有336人，1954年为352人，堂内还有修女3人。
文化大革命期间，教徒的宗教活动受到强行禁止，教堂、神父楼1966年后分别被文化馆、少年宫占用，并曾被占用为奉贤县展览馆。
1982年，南桥天主堂由上海教区出资3万元重建，次年12月8日恢复开放，由李思德助理主教、张伯安总铎主持复堂礼仪。1983年2月12日，奉贤县成立天主教爱国会（筹），俞光华任主任。11月23日，委员扩大为23人，设常委11人，受上海市天主教爱国会领导，同日成立南桥天主堂管理委员会。
1984年，周心怡任本堂神父，时有教友约2000名。1993年12月，为纪念复堂10周年，上海教区主教金鲁贤到教堂主持弥撒庆典大礼。1995年8月，经批准登记，此时南桥堂区教友约有600人，遇大瞻礼时到堂参礼可达1400人。2000年5月11日被列为奉贤县文物保护单位。7月收回东面一栋办公楼，并加以修复。2001年，堂区有教友1346人；当年，奉贤境内共有12座天主堂，均隶属于南桥天主堂。
2003年1月10日，马达钦任浦南总铎兼南桥天主堂本堂神父，当时堂区有教友约2000人。2008年，奉贤区统计实名实姓天主教教友有8000多人。
2009年圣诞节前夕，卢庆林神父任南桥天主堂本堂，兼管浦南总铎区。次年4月初，南桥天主堂进行重修，拆除原来搭建的临时房，修建或砍伐影响神父楼排水采光的树木。2011年7月20日，神父楼以抗日第八集团军司令部的名义列入奉贤区文保单位名录。
2010年前后，因市政规划及资源整合要求，上海教区启动南桥堂区“四堂合一”项目，将庄行圣方济各堂、俞家圣母主保堂、胡村圣母领报堂、六里墩圣母玫瑰堂合并为南上海天主堂（南桥新堂）。该堂于2021年9月30日动工，2023年8月竣工，11月9日奉献圣堂。2025年1月29日起，因南桥镇停止配送煤气罐，南桥堂区神父迁居于南上海天主堂。
该堂在修建南上海天主堂前弥撒时间为：平日7:00； 主日7:00、8:30。南上海天主堂落成后，自2023年11月4日起，将8:30堂弥撒转至南上海天主堂，并改为9:00。2025年1月29日后，又将平日弥撒转移至南上海天主堂。至此，南桥天主堂只有每周日7:00的一堂弥撒。

## 建筑
南桥天主堂坐北朝南，建筑面积410.2平方米，砖木结构，融中西建筑风格于一体，长26米，宽12米，高约15米；南立面呈哥特式建筑风格，长33.6米，宽13米，教堂周围青砖墙体厚80公分，全堂可容800人。正立面的双柱以爱奥尼柱式为主要构图元素，圣所部分为江南民居屋面风格，并在室内增加了精致的鎏金装饰。教堂内曾存卜罗德像及凌云所撰平“粤寇”（对太平军的蔑称）抱对柱，辛亥革命前，每任县官到奉贤上任均须向卜像致敬。教堂正南原有圆型钟塔，藏90斤铜钟，供报时之用；报时系以正午阳光为准。民国时，附近仍有育婴堂遗址，上有“少者怀之”匾额一方，小屋数间。
院内南桥堂西北侧还有神父楼一座，坐北朝南，为五开间二层楼四坡顶建筑，东西长18.9米，南北进深9.6米，通高9米，檐高6米；南立面以外凸方柱将屋分为五跨，中设层间线，方形窗框及门框上方饰外凸线条及欧式纹样；总占地面积224.7平方米，建筑面积449.4平方米。